# Bernières-le-Patry
Bernières-le-Patry é uma ex-comuna francesa na região administrativa da Normandia, no departamento de Calvados. Estendeu-se por uma área de 15,65 km². Em 2010 a comuna tinha 569 habitantes (densidade: 36,4 hab./km²).
Em 1 de janeiro de 2016 foi fundida com as comunas de Vassy, Burcy, Chênedollé, Le Désert, Estry, Montchamp, Pierres, Presles, La Rocque, Rully, Saint-Charles-de-Percy, Le Theil-Bocage e Viessoix para a criação da nova comuna de Valdallière.